# Nowickea
Nowickea ist eine Pflanzengattung innerhalb der Familie der Kermesbeerengewächse (Phytolaccaceae). Sie kommt mit zwei Arten nur in Mexiko vor.

## Beschreibung
Nowickea-Arten wachsende krautige Pflanzen, die der Kermesbeere (Phytolacca) ähneln. Die aufrechten Sprossachsen verholzen etwas an ihrer Basis.
Die grün-weißen Blüten sind zwittrig mit einfacher Blütenhülle. Die Fruchtknoten bestehen aus sieben bis zehn Fruchtblättern, deren endständige Griffel am Grunde verwachsen sind. Der Fruchtknoten und die sich daraus entwickelnde Frucht sind durch ein Gynophor aus den 3 bis 12 Millimeter langen Blütenkronblättern herausgehoben.

## Vorkommen
Beide Nowickea-Arten kommen nur in den mexikanischen Bundesstaaten Jalisco und Morelos vor.

## Systematik
Die Gattung Nowickea wurde durch Julieta G. Martínez und J. Andrew McDonald in Nowickea (Phytolaccaceae), a New Genus with Two New Species from Mexico. In: Brittonia, Volume 41, No. 4, 1989, S. 399–403 aufgestellt.
Der Gattungsname ehrt die amerikanische Botanikerin Joan W. Nowicke (* 1938).
Es gibt nur zwei Nowickea-Arten:
- Nowickea glabra J.Martínez & J.A.McDonald
- Nowickea xolocotzii J.Martínez & J.A.McDonald